# Fausto Ricci
Fausto Ricci (Ravenna, 13 maart 1961) is een Italiaans voormalig motorcoureur. Hij is eenmalig Grand Prix-winnaar in het wereldkampioenschap wegrace.

## Carrière
Ricci maakte in 1980 zijn motorsportdebuut in de Laverda 500 Trophy. Hij won twee van de vijf races en werd tweede in de eindstand. In 1981 won hij drie van de vijf races en werd hij wederom tweede. Datzelfde jaar werd hij met een wildcard derde in een race van de 350 cc-klasse van het Italiaans kampioenschap wegrace. In 1982 reed hij in zowel het Italiaans als het Europees kampioenschap wegrace op een Yamaha. In de eerste race op het Circuit Mugello brak hij beide sleutelbenen bij een ongeluk, maar op het Circuito Internazionale Santamonica behaalde hij zijn eerste zege. In 1983 reed hij in de 250 cc-klasse in zowel het Italiaans als het Europees kampioenschap, waarin hij respectievelijk tweede en derde werd in de eindstand.
In 1984 debuteerde Ricci voor Yamaha in de 250 cc-klasse van het wereldkampioenschap wegrace. In zijn eerste race, de Grand Prix der Naties, behaalde hij direct de overwinning. In de rest van het seizoen kwam hij echter niet meer tot scoren, waardoor hij met 15 punten zestiende werd in de eindstand. In 1985 stapte hij over naar een Honda en behaalde hij vier podiumplaatsen in Italië, Oostenrijk, Frankrijk en Zweden. Met 50 punten werd hij vijfde in de eindstand. Dat jaar behaalde hij tevens de titel in het Italiaanse 250 cc-kampioenschap. In 1986 waren twee vierde plaatsen in Oostenrijk en Joegoslavië zijn beste resultaten, waardoor hij met 30 punten achtste werd in het kampioenschap. Tevens behaalde hij zijn tweede titel op een rij in de Italiaanse 250 cc.
In 1987 had Ricci een zwaar seizoen. Hij wist zich viermaal niet te kwalificeren voor races en hij kwam enkel in San Marino aan de finish op de twintigste plaats. In 1988 stapte hij over naar een Aprilia en reed hij enkel in de Grand Prix der Naties en de TT van Assen, maar kwam in geen van beide races aan de finish. Wel werd hij dat jaar Europees kampioen in de 250 cc-klasse. In 1989 kwam hij enkel in België tot scoren met een achtste plaats, waardoor hij met 8 punten op plaats 32 in het klassement eindigde.
In 1990 reed Ricci drie races in het WK 250 cc, maar finishte geen enkele keer. In 1991 keerde hij terug naar Yamaha, maar wist hij geen WK-punten te scoren en was een zestiende plaats in Oostenrijk zijn beste resultaat. In 1992 debuteerde hij in het WK 125 cc bij Yamaha, waarin hij zes races reed. Hij kwam enkel in Spanje aan de finish op plaats 26. In 1994 reed hij voor Aprilia zijn laatste Grand Prix in de 125 cc-klasse in Tsjechië, waarin hij op plaats 24 eindigde. Na zijn carrière als coureur bleef hij actief in de motorsport als rij-instructeur op de Adria International Raceway.